# Списак кошаркаша Партизана
Списак играча КК Партизана, који су бар једну утакмицу одиграли за овај клуб:
| А Б В Г Д Ђ Е Ж З И Ј К Л Љ М Н Њ О П Р С Т Ћ У Ф Х Ц Ч Џ Ш |

## A
| Играч                  | Националност                                     | Број   | Позиција   | Играо                      |
| ---------------------- | ------------------------------------------------ | ------ | ---------- | -------------------------- |
| Авдаловић, Вуле        | Србија и Црна Гора                               | 11     | Плејмејкер | 2000–2002                  |
| Акојон, Џош            | Сједињене Америчке Државе                        | 2      | Плејмејкер | 2015                       |
| Алексић, Вукашин       | Србија                                           | 14     | Плејмејкер | 2008–2009                  |
| Анђушић, Данило        | Србија                                           | 33     | Бек        | 2011–2013, 2015–2016, 2023 |
| Андорић, Владимир      | Социјалистичка Федеративна Република Југославија | 4      | Плејмејкер | 1989–1990                  |
| Андрић, Михајло        | Србија                                           | 4 · 19 | Крило      | 2012–                      |
| Аранитовић, Александар | Србија                                           | 7      | Бек        | 2017–                      |
| Аранитовић, Петар      | Србија                                           | 5      | Бек        | 2013–2016                  |
| Арнерић, Славко        | Социјалистичка Федеративна Република Југославија |        |            | 1946–1949                  |

## Б
| Играч                | Националност                                     | Број        | Позиција         | Играо                |
| -------------------- | ------------------------------------------------ | ----------- | ---------------- | -------------------- |
| Бабић, Миленко       | Социјалистичка Федеративна Република Југославија |             |                  | 1974–1979            |
| Бакић, Борис         | Црна Гора                                        | 22 · 11 · 8 | Бек              | 2004–2007            |
| Балабан, Дарко       | Србија                                           | 22          | Центар           | 2007–2010            |
| Безбрадица, Немања   | Србија                                           | 33          | Крилни центар    | 2013–2015            |
| Беравс, Борис        | Социјалистичка Федеративна Република Југославија |             |                  | 1970–1979            |
| Берић, Мирослав      | Србија и Црна Гора                               | 9           | Бек              | 1990–1997, 2000–2001 |
| Бертанс, Давис       | Летонија                                         | 44          | Крило            | 2012–2014            |
| Бешовић, Немања      | Србија                                           | 18          | Центар           | 2012–2014            |
| Бирчевић, Стефан     | Србија                                           | 14          | Крилни центар    | 2016–2017            |
| Благојевић, Милан    | Социјалистичка Федеративна Република Југославија |             |                  | 1951–1956            |
| Богдановић, Богдан   | Србија                                           | 13          | Бек              | 2010–2014            |
| Богдановић, Лука     | Србија                                           | 5 · 35      | Крило            | 2004–2007, 2014–2015 |
| Богојевић, Владимир  | Њемачка                                          | 4           | Плејмејкер       | 2000–2001            |
| Богојевић, Милован   | Социјалистичка Федеративна Република Југославија |             |                  | 1970–1971            |
| Божић, Петар         | Србија                                           | 6 · 20      | Плејмејкер / бек | 2004–2012            |
| Божовић, Слободан    | Србија и Црна Гора                               | 11 · 9      | Крилни центар    | 2003–2005            |
| Бојић, Предраг       | Социјалистичка Федеративна Република Југославија |             |                  | 1977–1979            |
| Бојовић, Милош       | Социјалистичка Федеративна Република Југославија |             |                  | 1957–1969            |
| Боровњак, Дејан      | Србија                                           | 16 · 10     | Центар           | 2004–2008            |
| Браун, Џералд        | Сједињене Америчке Државе                        | 15 · 32     | Плејмејкер       | 2003–2004, 2005      |
| Бркић, Харис         | Србија и Црна Гора                               | 5 · 4       | Бек              | 1993–1999, 2000–2001 |
| Босанац, Владимир    | Социјалистичка Федеративна Република Југославија |             |                  | 1988–1989            |
| Бугарчић, Миленко    | Социјалистичка Федеративна Република Југославија |             |                  | 1984–1985            |
| Букумировић, Небојша | Социјалистичка Федеративна Република Југославија |             |                  | 1980–1984            |
| Булатовић, Никола    | Србија и Црна Гора                               | 13          | Центар           | 1994–1995, 2000–2001 |
| Буразер, Миленко     | Социјалистичка Федеративна Република Југославија |             |                  | 1971                 |

## В
| Играч                | Националност                                     | Број    | Позиција      | Играо                |
| -------------------- | ------------------------------------------------ | ------- | ------------- | -------------------- |
| Варда, Ратко         | Србија и Црна Гора                               | 11 · 10 | Центар        | 1995–2001            |
| Веланац, Драгослав   | Социјалистичка Федеративна Република Југославија |         |               | 1963–1964            |
| Величковић, Новица   | Србија                                           | 17 · 12 | Крилни центар | 2004–2008, 2016–     |
| Весели, Јан          | Чешка                                            | 24      | Крилни центар | 2008–2011            |
| Вестерман, Лео       | Француска                                        | 9       | Плејмејкер    | 2012–2014            |
| Видачић, Владимир    | Србија и Црна Гора                               | 11      |               | 1993–1995, 1996–2000 |
| Видачић, Драгољуб    | Србија и Црна Гора                               | 4       | Плејмејкер    | 1995–1997            |
| Вилфан, Петер        | Социјалистичка Федеративна Република Југославија | 12      |               | 1985–1986            |
| Вилијамс, Дарел      | Сједињене Америчке Државе                        | 25      | Центар        | 2016                 |
| Вилијамс-Гос, Најџел | Сједињене Америчке Државе                        | 3       | Плејмејкер    | 2017–                |
| Вилсон, Том          | Аустралија                                       | 11      | Плејмејкер    | 2017–                |
| Вилсон, Џамар        | Финска                                           | 31      | Плејмејкер    | 2015–2016            |
| Витковац, Чедомир    | Србија                                           | 15 · 13 | Крилни центар | 2007–2009, 2015–2016 |
| Вишекруна, Војислав  | Социјалистичка Федеративна Република Југославија |         |               | 1975–1976            |
| Влаховић, Ратко      | Социјалистичка Федеративна Република Југославија |         |               | 1946–1947            |
| Војнић, Велимир      | Социјалистичка Федеративна Република Југославија |         |               | 1968–1969            |
| Врабац, Адин         | Босна и Херцеговина                              | 27      | Крило         | 2015–2017            |
| Вранеш, Славко       | Црна Гора                                        | 33      | Центар        | 2007–2010            |
| Вујанић, Милош       | Србија и Црна Гора                               | 13      | Плејмејкер    | 2001–2003            |
| Вујачић, Јадран      | Социјалистичка Федеративна Република Југославија | 8       | Центар        | 1977–1980, 1988–1989 |
| Вујовић, Вукашин     | Србија                                           | 9       | Крилни центар | 2010–2011            |
| Вуковић, Лазар       | Социјалистичка Федеративна Република Југославија |         |               | 1946–1947            |

## Г
| Играч                  | Националност                                     | Број  | Позиција              | Играо                |
| ---------------------- | ------------------------------------------------ | ----- | --------------------- | -------------------- |
| Гавански, Коста        | Социјалистичка Федеративна Република Југославија |       |                       | 1961–1963            |
| Гавриловић, Страхиња   | Србија                                           | 17    | Крилни центар         | 2017–                |
| Гагић, Ђорђе           | Србија                                           | 14    | Центар                | 2012–2015            |
| Гајић, Александар      | Србија и Црна Гора                               | 6 · 7 | Плејмејкер            | 2000–2002            |
| Гилић, Александар      | Србија и Црна Гора                               | 9     | Центар                | 1998–1999            |
| Гист, Џејмс            | Сједињене Америчке Државе                        | 21    | Крилни центар         | 2010–2011            |
| Глигоријевић, Нинослав | Социјалистичка Федеративна Република Југославија |       |                       | 1958                 |
| Глинтић, Александар    | Србија и Црна Гора                               | 11    | Центар/ крилни центар | 1992–1994, 2000–2002 |
| Глоговац, Мирко        | Социјалистичка Федеративна Република Југославија |       |                       | 1967–1970            |
| Гољовић, Миљан         | Србија и Црна Гора                               |       | Крило                 | 1992–1993            |
| Гордић, Немања         | Босна и Херцеговина                              | 10    | Плејмејкер            | 2012–2013            |
| Гордон, Дру            | Сједињене Америчке Државе                        | 32    | Крилни центар         | 2012–2013            |
| Гордон, Џамонт         | Сједињене Америчке Државе                        | 44    | Бек                   | 2017                 |
| Грба, Ранко            | Социјалистичка Федеративна Република Југославија |       |                       | 1950                 |
| Грбовић, Горан         | Социјалистичка Федеративна Република Југославија | 9     | Крило                 | 1981–1988            |
| Гуровић, Милан         | Србија и Црна Гора                               | 51    | Крило                 | 2004–2005            |

## Е
| Играч          | Националност                                     | Број | Позиција   | Играо     |
| -------------- | ------------------------------------------------ | ---- | ---------- | --------- |
| Едвардс, Демон | Сједињене Америчке Државе                        | 23   | Плејмејкер | 2004–2005 |
| Енглер, Лајош  | Социјалистичка Федеративна Република Југославија |      |            | 1949–1956 |
| Ерден, Семих   | Турска                                           | 15   | Центар     | 2004–2005 |

## Ж
| Играч             | Националност                                     | Број | Позиција | Играо     |
| ----------------- | ------------------------------------------------ | ---- | -------- | --------- |
| Живановић, Драган | Социјалистичка Федеративна Република Југославија |      |          | 1982–1986 |
| Живковић, Срђан   | Србија и Црна Гора                               |      |          | 2001–2002 |
| Жутић, Борислав   | Социјалистичка Федеративна Република Југославија |      |          | 1960–1968 |